# Björn Ulvaeus

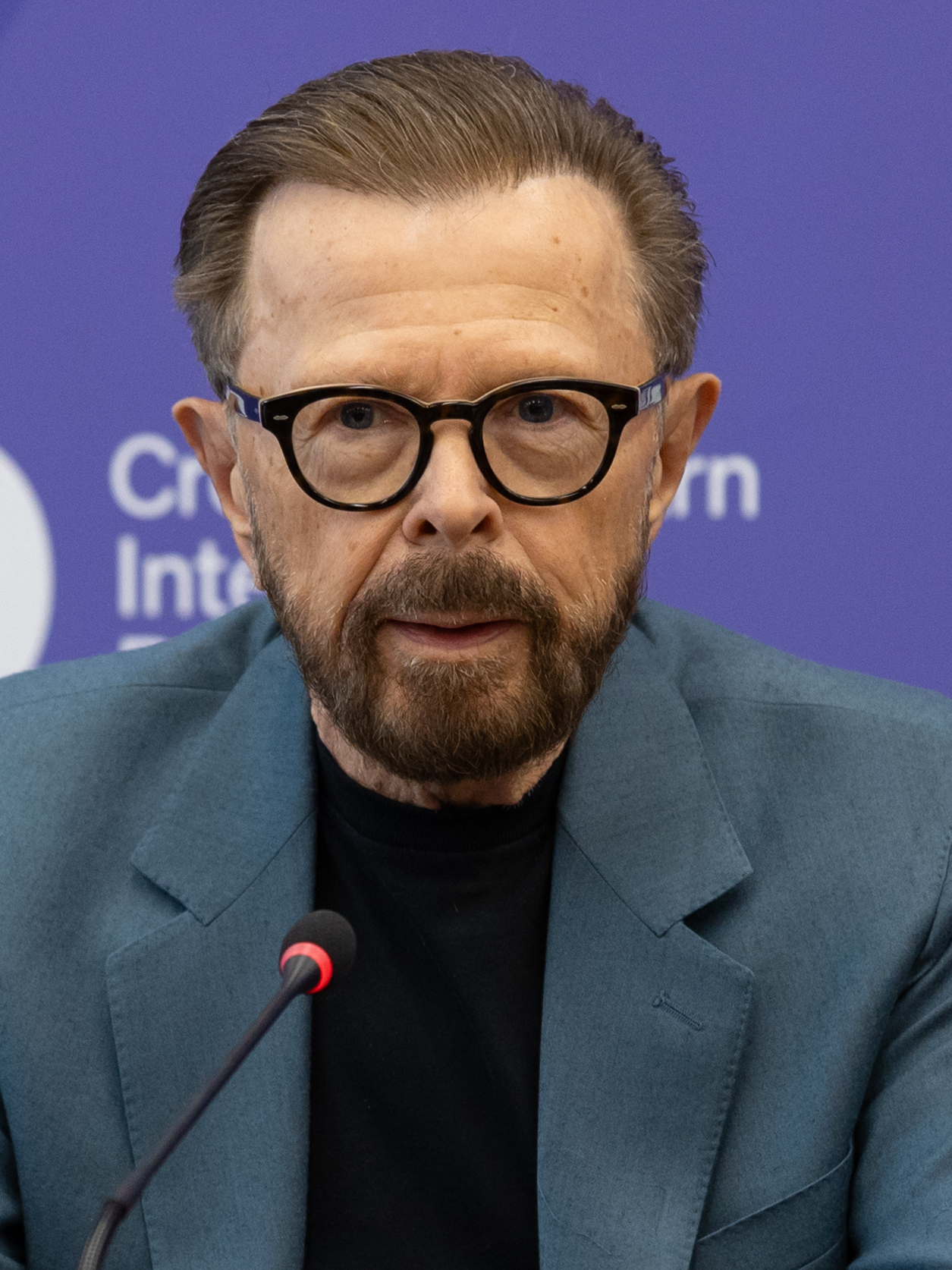
Björn Ulvaeus (2023)

Björn Kristian Ulvaeus  (* 25. April 1945 in Göteborg) ist ein schwedischer Musiker, Songwriter und Musikproduzent. Er ist Mitglied der schwedischen Pop-Gruppe ABBA.

## Werdegang
Ulvaeus wuchs in der südostschwedischen Kleinstadt Västervik auf, wohin seine Eltern Gunnar und Aina mit ihm gezogen waren, als er sechs Jahre alt war. Dort besuchte er bis 1964 das Gymnasium. Ab 1961 war er Gitarrist einer Folk-Band namens The Partners, die sich 1963 in West Bay Singers umbenannte. Im selben Jahr wurden sie von Stikkan Anderson als erste Band unter seinem Label Polar Music unter Vertrag genommen, kurz darauf folgte die Umbenennung in Hootenanny Singers.
Im Juni 1966 traf er Benny Andersson, ein Mitglied der damals in Schweden bekannten Hep Stars. Ulvaeus hatte gerade begonnen, Jura zu studieren, als bei einer Tournee der Gitarrist der Hep Stars ausfiel. Ulvaeus brach sein Studium ab und konzentrierte sich auf die Musik. Die beiden wurden enge Freunde und Musikerkollegen. Ihre Freundschaft und musikalische Zusammenarbeit halten bis heute an, und sie gelten als eines der bedeutendsten Songschreiberduos in der Pop- und Rockmusik des 20. Jahrhunderts.
Nach dem Sieg der Gruppe ABBA beim Eurovision Song Contest 1974 in Brighton mit dem Song Waterloo hatte Ulvaeus gemeinsam mit seiner Frau, der Sängerin Agnetha Fältskog, sowie Andersson und dessen Lebensgefährtin Anni-Frid Lyngstad weltweit großen musikalischen wie kommerziellen Erfolg. Bis heute wurden geschätzt etwa 380 Millionen Tonträger von ABBA weltweit verkauft. Die Texte der Lieder von ABBA stammen zu einem großen Teil von Björn Ulvaeus.
Nach der Trennung von ABBA begannen Ulvaeus und Andersson 1983 zusammen mit Tim Rice das Musical Chess zu schreiben, das 1986 im Londoner Westend und 1988 am Broadway Premiere hatte. 1995 hatte das von Ulvaeus und Andersson komponierte Musical Kristina från Duvemåla in Malmö Premiere und dort großen Erfolg. Das nächste Projekt von Ulvaeus war die Produktion des Musicals Mamma Mia!, das 1999 in London Premiere hatte und inzwischen in vielen weiteren Städten weltweit erfolgreich aufgeführt wurde. Das Musical basiert auf den erfolgreichsten Hits von ABBA und wurde 2008 verfilmt.
Seit Mai 2013 gibt es in Stockholm das ABBA-Museum. Björn Ulvaeus hatte viele Beiträge zur Konzeptionierung und zur Finanzierung des Projektes geleistet. Ulvaeus arbeitete zusammen mit Benny Andersson an der CD-Fassung ihrer Musical-Produktion Hjälp sökes, die am 8. Februar 2013 in Stockholm Premiere hatte; die CD ist im September 2013 erschienen. Der Rolling Stone listete ihn 2015 gemeinsam mit Andersson auf Rang 100 der 100 größten Songwriter aller Zeiten. Ende Mai 2020 wurde Ulvaeus für drei Jahre zum Präsidenten des Urheberdachverbandes CISAC gewählt. Der Verband setzt sich für eine gerechte Entlohnung von Komponisten und Autoren ein.

## Privatleben

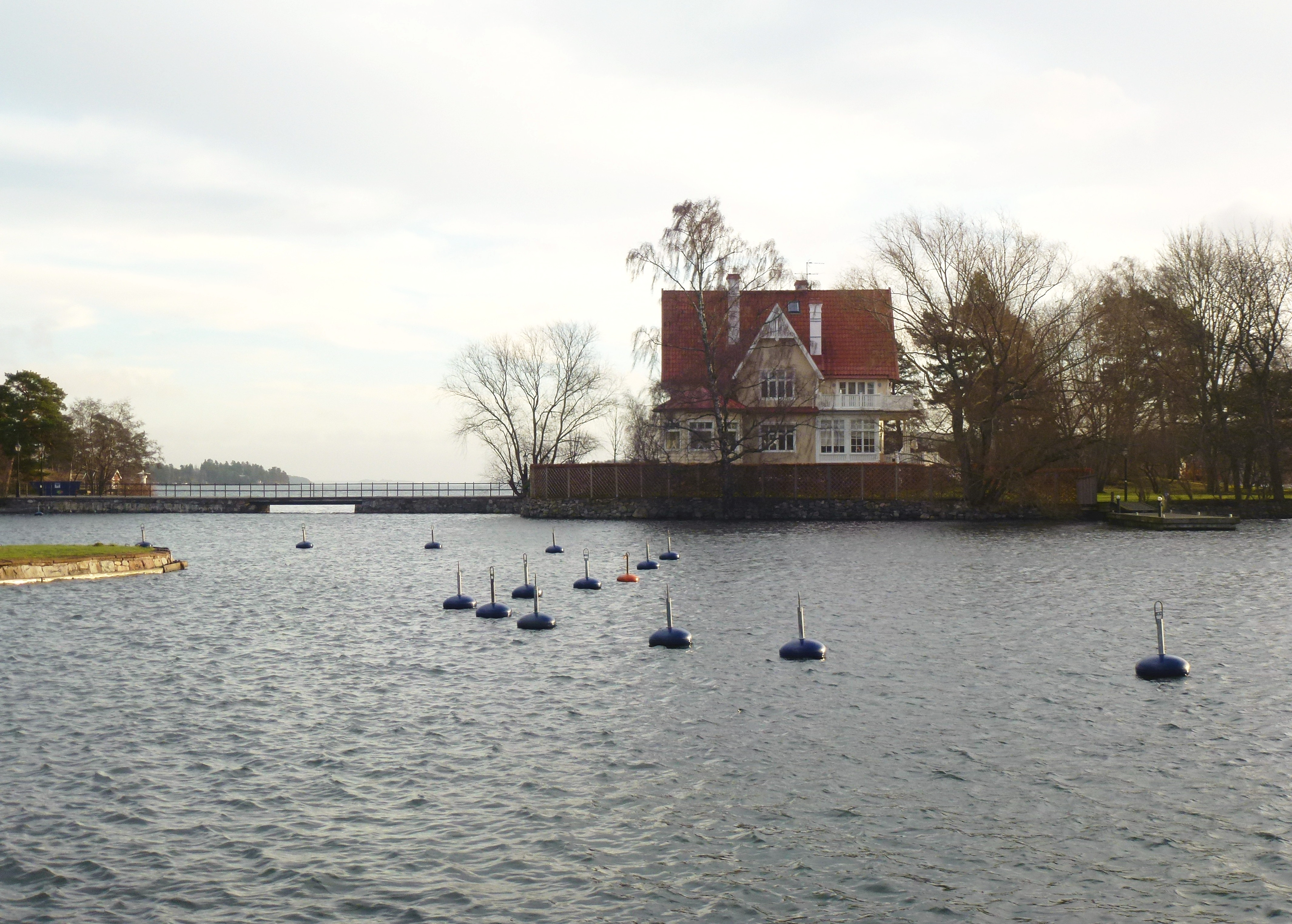
Björn Ulvaeus’ Villa „Vågaskär“ in Djursholm (2013)

1969 lernte Ulvaeus die Sängerin Agnetha Fältskog kennen. Sie heirateten 1971 im südschwedischen Dorf Verum. Sie haben zwei gemeinsame Kinder: Linda (* 1973) und Peter Christian (* 1977). Ende 1978 trennten sich Fältskog und Ulvaeus; im Juli 1980 wurden sie geschieden. Beruflich arbeiteten sie jedoch weiter zusammen.
Von 1981 bis 2022 war Ulvaeus mit Lena Källersjö verheiratet, mit der er zwei Töchter hat, die 1982 und 1986 geboren wurden. In den 1980er Jahren lebten sie sechs Jahre auf einem Landsitz in England, wo Ulvaeus mit seinem Bruder eine Computerfirma betrieb. Seit 1990 lebt die Familie wieder in Stockholm sowie in einer Ferienvilla auf der Insel Viggsö. Im Februar 2022 gaben Ulvaeus und Källersjö ihre Trennung bekannt.
Ulvaeus ist Atheist und seit 2005 Mitglied des schwedischen Humanistenverbandes Humanisterna, der Teil der Internationalen Humanistischen und Ethischen Union ist. Für sein humanistisches Engagement wurde er 2006 vom Verband mit dem Hedenius-Preis ausgezeichnet.
Am 21. September 2024 heiratete Ulvaeus in Kopenhagen seine Freundin Christina Sas, die er 2021 in Nürnberg anlässlich der Veröffentlichung von ABBAs letztem Album Voyage kennengelernt hatte.

## Sonstiges
Ulvaeus nahm 2019 Klimaaktivistin Greta Thunberg gegen Kritiker in Schutz: Auch wenn man nicht mit allem, was sie sagt oder tut, übereinstimmen muss, so müsse man ihren Mut und ihre Entschlossenheit bewundern.
Die von Björn Ulvaeus mitgegründete Firma Pophouse Entertainment  erwarb am 4. April 2024 die Musik- und Markenrechte der Band Kiss. Angaben zum Kaufpreis wurden nicht gemacht.
2024 wurde Ulvaeus mit dem Kommandeur 1. Klasse des Wasaordens ausgezeichnet.